# 中村歌六 (初代)
初代 中村 歌六（しょだい なかむら かろく） 、安永8年（1779年） - 安政6年7月1日（1859年7月30日）は江戸後期の歌舞伎役者。屋号は播磨屋。定紋は揚羽蝶、替紋は蔓片喰。俳名に梅枝・芝琴・紫琴など。

## 人物
大坂三井の番頭・丹波屋甚助の子として生まれ、播磨屋作兵衛の養子に出される。長じて三代目中村歌右衛門の門下となり、初代中村もしほを名乗って初舞台、以後子役芝居で活躍する。文化元年3月（1804年4月）、初代中村歌六を名のって中芝居に、翌年には大芝居に出る。人気・実力とも年々あがり、数え49歳のとき若女形上上吉の評価を得て、三都で人気を誇る。安政6年（1859年）死去、享年81（満79-80歳）。
大柄だが美声で、器量が良く衣裳が映えた。傾城を数多くつとめたことから「傾城歌六」と呼ばれたが、女盗賊などあらゆる女形役を良くこなした。当たり役に『信州川中島合戦』のお勝がある。
長男が二代目中村歌六、三男が三代目中村歌六。12人もの子福者で、女子が多く、それが大抵同業の俳優に嫁いだために、同業の親戚が多かった。長女の松が三代目嵐璃寛、次女の里が四代目市川小團次、三女の島が八代目片岡仁左衛門、四女の小糸が三代目山下金作の養子三勝へと嫁いだ。孫に初代中村吉右衛門、三代目中村時蔵、十七代目中村勘三郎など、曾孫に萬屋錦之介、十八代目中村勘三郎などがいる。